# Уолтър Кенън
Уолтър Брадфорд Кенън (на английски: Walter Bradford Cannon) е американски физиолог, професор и председател на Департамента по физиология в Харвардското медицинско училище, който развива концепцията за хомеостаза. Заедно с психолога Филип Бард създават Теорията на Кенън-Бард като противовес на Теорията на Джеймс-Ланге.

## Публикации
- 1910, A Laboratory Course in Physiology
- 1911, The Mechanical Factors of Digestion
- 1915, Bodily Changes in Pain, Hunger, Fear and Rage
- 1923, Traumatic Shock
- 1932, The Wisdom of the Body
- 1936, Digestion and Health
- 1937, Autonomic Neuro-effector Systems с Arturo Rosenblueth
- 1945, The Way of an Investigator